# نیکولاس ریهل
نیکولاس ریهل (آلمانی: Nikolaus Riehl؛ زاده ۲۴ مه ۱۹۰۱ درگذشته ۲ اوت ۱۹۹۰) یک شیمی‌دان اهل آلمان بود.